# Cas Janssens
Cas Janssens (* 3. August 1944 in Tilburg; † 4. Juli 2024 in Nîmes) war ein niederländischer Fußballspieler.

## Karriere
Am 10. März 1973 schoss Janssens vier Tore in einem Pflichtspiel und hält somit beim NEC Nijmegen den Rekord für die meisten Tore in einem Spiel. Am 31. Mai 1973 stand er mit seinem Verein im KNVB-Pokal-Finale, was jedoch mit 2:0 gegen NAC Breda verloren ging. Am Ende der Saison war er mit 18 geschossenen Toren zusammen mit Willy Brokamp Torschützenkönig der Eredivisie.

## Erfolge
- Niederländischer Pokal-Finalist: 1972/73
- Torschützenkönig der Eredivisie: 1972/73 (zusammen mit Willy Brokamp)

## Tod
Janssens starb am 4. Juli 2024 im Alter von 79 Jahren.